# Списак епизода серије Мочвара
Мочвара је српска телевизијска серија из 2020 која је премијерно почела са емитовањем од 6. септембра 2020. године на каналу Суперстар ТВ.
Серија Мочвара броји 3 сезоне и 29 епизода. 

## Преглед
| Сезона | Сезона | Епизоде | Епизоде | Оригинално емитовање | Оригинално емитовање | Оригинално емитовање |
| Сезона | Сезона | Епизоде | Епизоде | Премијера            | Финале               | Мрежа                |
| ------ | ------ | ------- | ------- | -------------------- | -------------------- | -------------------- |
|        | 1.     | 10      | 10      | 6. септембар 2020.   | 10. октобар 2020.    | Суперстар ТВ РТС 1   |
|        | 2.     | 11      | 11      | 11. март 2022.       | 3. април 2022.       | Суперстар ТВ РТС 1   |
|        | 3.     | 8       | 8       | 14. септембар 2024.  | 6. октобар 2024.     | Суперстар ТВ РТС 1   |

## Епизоде

### 1. сезона (2020)
| Бр. еп. (укупно) | Бр. еп. (у сезони) | Наслов         | Редитељ       | Сценариста                      | Премијера           |
| ---------------- | ------------------ | -------------- | ------------- | ------------------------------- | ------------------- |
| 1                | 1                  | "Епизода 1.1"  | Олег Новковић | Милена Марковић и Олег Новковић | 6. септембар 2020.  |
| 2                | 2                  | "Епизода 1.2"  | Олег Новковић | Милена Марковић и Олег Новковић | 12. септембар 2020. |
| 3                | 3                  | "Епизода 1.3"  | Олег Новковић | Милена Марковић и Олег Новковић | 13. септембар 2020. |
| 4                | 4                  | "Епизода 1.4"  | Олег Новковић | Милена Марковић и Олег Новковић | 19. септембар 2020. |
| 5                | 5                  | "Епизода 1.5"  | Олег Новковић | Милена Марковић и Олег Новковић | 20. септембар 2020. |
| 6                | 6                  | "Епизода 1.6"  | Олег Новковић | Милена Марковић и Олег Новковић | 26. септембар 2020. |
| 7                | 7                  | "Епизода 1.7"  | Олег Новковић | Милена Марковић и Олег Новковић | 27. септембар 2020. |
| 8                | 8                  | "Епизода 1.8"  | Олег Новковић | Милена Марковић и Олег Новковић | 3. октобар 2020.    |
| 9                | 9                  | "Епизода 1.9"  | Олег Новковић | Милена Марковић и Олег Новковић | 4. октобар 2020.    |
| 10               | 10                 | "Епизода 1.10" | Олег Новковић | Милена Марковић и Олег Новковић | 10. октобар 2020.   |

### 2. сезона (2022)
| Бр. еп. (укупно) | Бр. еп. (у сезони) | Наслов         | Редитељ       | Сценариста                      | Премијера      |
| ---------------- | ------------------ | -------------- | ------------- | ------------------------------- | -------------- |
| 11               | 1                  | "Епизода 2.1"  | Олег Новковић | Милена Марковић и Олег Новковић | 11. март 2022. |
| 12               | 2                  | "Епизода 2.2"  | Олег Новковић | Милена Марковић и Олег Новковић | 12. март 2022. |
| 13               | 3                  | "Епизода 2.3"  | Олег Новковић | Милена Марковић и Олег Новковић | 13. март 2022. |
| 14               | 4                  | "Епизода 2.4"  | Олег Новковић | Милена Марковић и Олег Новковић | 18. март 2022. |
| 15               | 5                  | "Епизода 2.5"  | Олег Новковић | Милена Марковић и Олег Новковић | 19. март 2022. |
| 16               | 6                  | "Епизода 2.6"  | Олег Новковић | Милена Марковић и Олег Новковић | 20. март 2022. |
| 17               | 7                  | "Епизода 2.7"  | Олег Новковић | Милена Марковић и Олег Новковић | 25. март 2022. |
| 18               | 8                  | "Епизода 2.8"  | Олег Новковић | Милена Марковић и Олег Новковић | 26. март 2022. |
| 19               | 9                  | "Епизода 2.9"  | Олег Новковић | Милена Марковић и Олег Новковић | 27. март 2022. |
| 20               | 10                 | "Епизода 2.10" | Олег Новковић | Милена Марковић и Олег Новковић | 2. април 2022. |
| 21               | 11                 | "Епизода 2.11" | Олег Новковић | Милена Марковић и Олег Новковић | 3. април 2022. |

### 3. сезона (2024)
| Бр. еп. (укупно) | Бр. еп. (у сезони) | Наслов        | Редитељ       | Сценариста                      | Премијера           |
| ---------------- | ------------------ | ------------- | ------------- | ------------------------------- | ------------------- |
| 22               | 1                  | "Епизода 3.1" | Олег Новковић | Милена Марковић и Олег Новковић | 14. септембар 2024. |
| 23               | 2                  | "Епизода 3.2" | Олег Новковић | Милена Марковић и Олег Новковић | 15. септембар 2024. |
| 24               | 3                  | "Епизода 3.3" | Олег Новковић | Милена Марковић и Олег Новковић | 21. септембар 2024. |
| 25               | 4                  | "Епизода 3.4" | Олег Новковић | Милена Марковић и Олег Новковић | 22. септембар 2024. |
| 26               | 5                  | "Епизода 3.5" | Олег Новковић | Милена Марковић и Олег Новковић | 28. септембар 2024. |
| 27               | 6                  | "Епизода 3.6" | Олег Новковић | Милена Марковић и Олег Новковић | 29. септембар 2024. |
| 28               | 7                  | "Епизода 3.7" | Олег Новковић | Милена Марковић и Олег Новковић | 5. октобар 2024.    |
| 29               | 8                  | "Епизода 3.8" | Олег Новковић | Милена Марковић и Олег Новковић | 6. октобар 2024.    |